# Air India Express Flight 1344
Air India Express Flight 1344 var en flygning av Air India Express från Dubais internationella flygplats i Dubai, Förenade Arabemiraten till Kozhikode International Airport, i Kozhikode, Indien den 7 augusti 2020. Flygplanet havererade vid landning och gled av landningsbanan vilket orsakade minst 17 personers död och 123 personer skadades. Olyckan inträffade klockan 19:41 lokal tid i regniga väderförhållanden.
Incidenten är Air India Express andra incident med dödlig utgång. 2010 havererade Air India Express Flight 812 på Mangalores internationella flygplats, också den gången gled planet av slutet på landningsbanan.